# Callisia soconuscensis
Callisia soconuscensis är en himmelsblomsväxtart som beskrevs av Eizi Matuda. Callisia soconuscensis ingår i släktet sköldpaddstuvor, och familjen himmelsblomsväxter. Inga underarter finns listade.